# Ammóniak

Ammon területe kék színnel Kr. e. 830 körül

Az ammóniak vagy ámmóniták (héber: עַמּוֹן, arab: عمّون, görög: Αμμονιοι) ókori sémi nép volt a Közel-Keleten, a Jordán folyótól keletre, az Arnon (Mudzsib vádi) és Jabbok (Zarqa) folyók völgyei között.
Az izraelitákkal etnikai rokonságban álltak, előkerült feliratok alapján nyelvük hasonlított a héberhez. A Biblia szerint - hasonlóan a moábitákhoz - Lót (Ábrahám unokaöccse) két lánya közül a fiatalabb leszármazottai voltak.
Ugyanakkor a zsidókkal ellenséges viszonyban is voltak. Államuk a virágkorát a Kr. e. 13. század és a Kr. e. 8. század között élte. Az óperzsa és görög korban már kevés említés esik róluk. A Makkabeusok 1. könyve alapján a terület még a Kr. e. 2. századig nagyrészt különálló volt; a Kr. e. 1. században már a Nabateus Királyság része, majd utána valószínűleg teljesen beleolvadtak az arab törzsekbe.
Fővárosa Rabba (Rábbát-Ámmon) volt (későbbi, görög nevén Filadelfia, a mai Ammán, Jordánia fővárosa). Észak-déli irányban itt haladt át a Királyi út nevezetű kereskedelmi útvonal, amely Damaszkuszt kötötte össze az Akabai-öböllel.
Az ammóniak sokistenhívők voltak. Legfőbb isteneik Milkom és Molok; továbbá a szomszédos moábiták isteneit is tisztelték: Kámost és Malkámot.
A Szentírásban a Teremtés könyve Ábrahám unokatestvéréig, Lótig vezeti vissza az ammóniak eredetét. A nép ősatyja Ammón Lót fia volt, míg anyja Lót legkisebb lánya. Lót lánya a nővérével provokálta ki a vérfertőző kapcsolatot apjuk elkábításával és úgy született meg Ammón, illetve a testvér Moáb. Mivel a két nép ellensége volt a zsidóknak, ezért származásukat is eredendően egy bűnös cselekedetből származtatták.

## Ismert királyaik
- Náhás (kb. Kr. e. 1030-1000, Saul zsidó király kortársa)
- Hanon (Kr. e. 1000-995)
- Sóbi (Dávid zsidó király kortársa)
- Ba'sa (Kr. e. 853 körül, III. Sulmánu-asarídu sztéléje említi)
- Sanip vagy Sanibu (Kr. e. 733 körül, III. Tukulti-apil-Ésarra említi)
- Padael (ca. 700-677)
- Kabus-Gabri (680)
- Barak-el (ca. 675)
- Amminadab I. (Kr. e. 650 körül, Assur-bán-apli említi)
- Hissilel (ca. 640-630)
- Amminadab II., (ca. 600)
- Bálisz/Báljisza (Kr. e. ca. 590-585)
- Tobias I. (Kr. e. ca. 580-as évek)
- Tobias II. (Kr. e. ca. 520-as évek)
- Tobias III.
- Tobias IV. (Kr. e. ca. 270)
- Tobias V. (Kr.e. ca. 200)
- Timoteus (? -160)
- Hürkanosz (Kr. e. 150 körül)
- Zoilus Cotylas (Kr. e. 120-110)
- Theodorosz

## Fordítás
Ez a szócikk részben vagy egészben  az   Ammon (staat) című német Wikipédia-szócikk fordításán alapul.  Az eredeti cikk szerkesztőit annak laptörténete sorolja fel. Ez a jelzés csupán a megfogalmazás eredetét és a szerzői jogokat jelzi, nem szolgál a cikkben szereplő információk forrásmegjelöléseként.